# Ruda Różaniecka

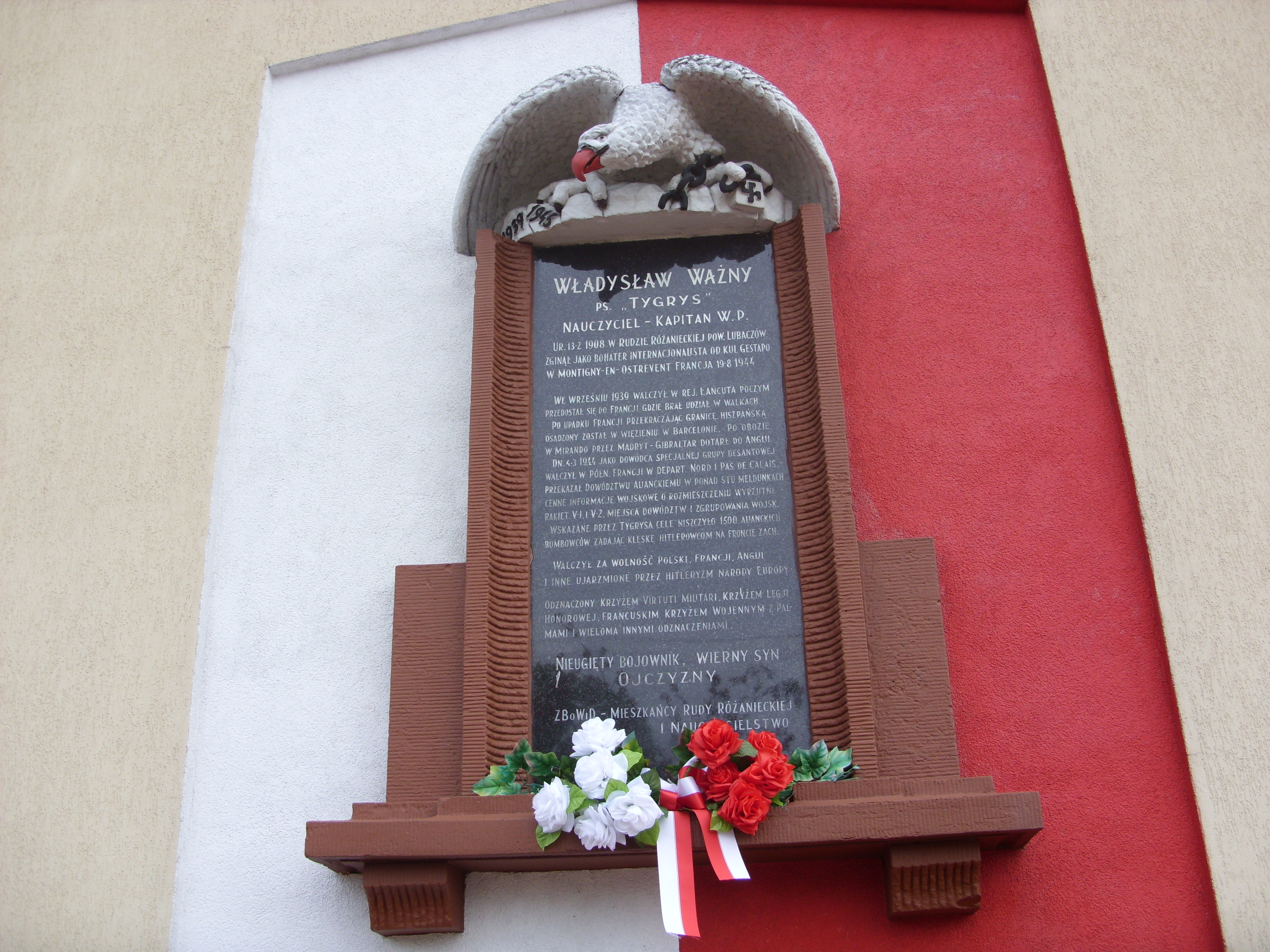
Szkoła w Rudzie Różanieckiej im. Kpt. Władysława Ważnego ps. Tygrys

Ruda Różaniecka – wieś w Polsce położona na Płaskowyżu Tarnogrodzkim, w województwie podkarpackim, w powiecie lubaczowskim, w gminie Narol.
Wieś starostwa niegrodowego lubaczowskiego na początku XVIII wieku.

## Części wsi
| SIMC    | Nazwa   | Rodzaj     |
| ------- | ------- | ---------- |
| 0607067 | Jezioro | część wsi  |
| 0607073 | Piła    | przysiółek |

## Historia
Geneza
Powstanie i rozwój wsi związany był z ulokowaniem tu w połowie XVII wieku zakładu metalurgicznego. Oba człony nazwy wsi nawiązują do źródła jej powstania. Słowo „ruda” oznaczało dawną nazwę zakładu hutniczego. Drugi człon – „różaniecka” pochodzi od pierwotnej nazwy rzeki Różaniec.
O założeniu w tym rejonie dymarki (tj. pieca hutniczego służącego do otrzymywania żelaza przy użyciu rudy i węgla drzewnego) zdecydowały duże obszary leśne. Drzewo było głównym surowcem do wytwarzania węgla drzewnego niezbędnego do wytopu żelaza. Występowały tu również znaczne pokłady rudy darniowej błotnej, którą wydobywano w miejscach późniejszych stawów na Jeziorze, Ławach, Krążkach, Sinorzatkach. Dymarka i towarzyszące jej obiekty zostały zlokalizowane przy źródle po prawej stronie rzeki oraz w miejscu dzisiejszej poczty i Gospodarstwa Rybnego.
Początki
Pierwsza wzmiankę pisaną o wsi podaje Inwentarz Starostwa Lubaczowskiego z 1706 roku. Dotyczy ona istniejącej tu już od kilkudziesięciu lat kuźnicy i dymarki. Oba obiekty wyposażone były w urządzenia służące do poruszania kół wodnych, miechów i młotów.
Pierwszymi osadnikami na tym terenie byli węglarze i kowale pochodzące z okolicznych miejscowości. Założyli oni osadę po wyrębie lasów na wschód od dymarki, którą zaczęto określać „Zadymarką” (za dymarką). W 1716 roku mieszkało tu 16 chłopów poddanych uprawiających ziemię i odrabiających pańszczyznę na rzecz kuźnicy. W XVIII wieku rosło zapotrzebowanie na wyroby z żelaza w rolnictwie, rzemiośle i budownictwie. To powodowało rozbudowę i modernizację zakładu metalurgicznego. Stale powiększano powierzchnie gruntów ornych poprzez wyrąb lasów i wypalanie węgla drzewnego. W 1764 roku wieś liczyła już 94 osadników. Wójtem gromady (1764) był Tomasz (Tomek) Ważny.
W Inwentarzu Starostwa Lubaczowskiego z 1754 roku, we wsi było zamieszkałych 27 chłopów (w tym 4 kowali, 1 rzemieślnik i 3 pszczelarzy).
Przemysł hutniczy
Występujące w najbliższej okolicy pokłady rudy darniowej błotnej posiadały niską zawartość żelaza i już na początku XVIII wieku zostały wyeksploatowane. Od 1706 roku zaczęto sprowadzać rudę z Lublińca Starego i Żukowa, a w następnych latach z Dziwięcierza i Opaki koło Lubaczowa, oraz z Rokietnicy koło Jarosławia. Wyrabiano tu lemiesze, motyki, grace, łopaty, podkowy, garnki, kotły, obręcze i kowadła. Produkowano również przez kilkanaście lat armatki i moździerze dla wojska. Transportem wodnym wysyłano do Gdańska haki do szkut i buksy do kół młyńskich. W skali masowej produkowano gwoździe do gontów. Pierwszym dzierżawcą kuźnicy (od 1718 r.) był Łukasz Borowski.
Czasy Galicji
W czasach I Rzeczypospolitej Ruda Różaniecka wchodziła w skład dóbr królewskich należących do starostwa lubaczowskiego, dzierżawionych przez różne osobistości. W 1788 roku dokonano pomiarów gruntów należących do wsi oraz ustalono granice z Płazowem, Żukami, Grochami, Kuryjami, Hutą Różaniecką, Lublińcem Nowym i Żukowem. W pomiarach uczestniczyli: wójt gromady Ruda Różaniecka Iwan Ważny oraz przysiężeni (radni) Michał Jakim, Sobek (Sobiesław) Kasperski i Michał Zaborniak. Ustalone i opisane wówczas granice Rudy Różanieckiej są obowiązujące obecnie. Ostatnim starostą lubaczowskim był Jerzy August Mniszech, który zmarł w 1778 roku, a starostwo zostało przejęte przez rząd austriacki w skład dóbr kameralnych i utworzono ekonomię lubaczowską. W latach 1817–1818 dobra te zostały podzielone i wystawiono je na licytację.
21 maja 1818 roku wieś została wystawiona do sprzedaży w drodze licytacji we Lwowie. Nabywcą został Baron Herman Brunicki z Wiednia, reprezentant szlachty neofitów o żydowskim pochodzeniu. Na tej licytacji za sumę 75.000 zł, Baron Herman Brunicki kupił również Hutę Różaniecką, Lubliniec Nowy i Stary, Tepiły, Freifeld (Kowalówka), Gorajec oraz miasteczko Płazów. Kupione dobra obejmowały 17.112 mórg, z tego 6 mórg ogrodów, 1709 mórg pola ornego, 642 morgi łąk oraz 14 755 mórg lasów. Baron Herman Brunicki wraz z rodziną zamieszkał w starym dworze (późniejsza oficyna) dając początek rodu Brunickich w Rudzie Różanieckiej.
W 1877 roku zbudowany został nowy tartak z napędem wodnym o sile 20 KM oraz papiernia. W połowie XIX wieku istniały dwa młyny wodne (I i II młyn) w górnym biegu Różańca. W 1906 roku na Jeziorze zbudowano nowoczesną mleczarnię i serownię, a w 1908 roku gorzelnię, która była czynna do końca lat 60. XX wieku.
Rodzina baronów
Herman Baron Brunicki (ur. 1775 – zm. 20 kwietnia 1835), z Rozalią Zygielską miał 10 dzieci – (Rozalia – ur. 1777; Maksymilian – ur. 1796; Karolina Hőnig von Hönigsberg – ur. 1798; Jakub Ignacy – ur. 1802; Maurycy Ignacy – ur. 1804; Ludwika Turnau – ur. 1806; Jan Antoni – ur. 1808; Dorota Dornbach – ur. 1812; Malwina Freiin von Bilinski – ur. 1815; Teresa – ur. 1815).
Spadkobiercą majątku został syn Jan Antoni Brunicki (ur. 1808 – zm. 20 czerwca 1887), który z Marią Magdaleną Mauss miał córkę Henriettę (ur. 27 kwietnia 1839 – zm. 6 czerwca 1905 w Rudzie Różanieckiej), która wyszła za mąż za barona Ludwika Wattmana (ur. 1827 – zm. 1907) pochodzącego z Wiednia. Ostatnim właścicielem dóbr w Rudzie Rózanieckiej był ich syn baron Hugo Wattman de Beaulieu (ur. 21 maja 1876 – zm. 1946), żonaty z Marią Krystyną baronową Lederer. Z tego małżeństwa mieli dwie córki: Brunhildę i Ingeborgę
Brunhilda (ur. 29 maja 1903 – zm. 25 września 1969 w USA) – 30 września 1933 roku w Płazowie poślubiła Janusza Muszyńskiego herbu Lekczyn (ur. 12 czerwca 1907 w Lublinie – zm. 22 września 1939 w bitwie o Łomianki), kapitana w 11 dywizji artylerii konnej.
Ingeborga (ur. 12 września 1904 w Amstetten – zm. 1997) – 20 września 1924 roku w Płazowie poślubiła Zdzisława Avenariusa (ur. 15 maja 1900 w Warszawie – zm. 1 marca 1975 w Warszawie), oficera WP, ziemianina, posła na sejm RP z listy BBWR. Z tego małżeństwa mieli dwóch synów: Ferdynanda (ur. 1925) rolnika i Czesława (ur. 1932) inżyniera mechanika.
Czasy II Rzeczypospolitej
W czasie I wojny światowej (wrzesień 1914 – maj 1915) stacjonowały we wsi wojska rosyjskie dewastując zabudowania wiejskie i dworskie. Spalony został pałac, a w nim portrety Brunickich i Wattmannów, stylowe meble z XIX wieku oraz bogata kolekcja trofeów myśliwskich. Zabrano wszystkie konie i krowy z folwarku. Spalonych zostało ponad 60% zabudowań wiejskich. W latach 1918–1923 zakłady produkcyjne należące do Wattmanna zostały odbudowane i unowocześnione. W 1923 roku zbudowano na rzece Różaniec pierwsza elektrownię w miejscu dawnej huty żelaza (zlikwidowanej w 1895 r.), a w 1925 roku terpentyniarnię. W latach 1920–1925 żyzne pola i łąki na „Morgach” i „Sopilnem” zamienione na hodowlane stawy rybne w obawie przed parcelacją. W folwarku i w pałacu w 1936 roku zatrudnionych było 20 pracowników biurowych, 100 robotników stałych, 80 robotników sezonowych oraz 30 gajowych i leśniczych. Łącznie w dobrach Wattmanna pracowało 230 osób. W październiku 1928 roku wybuchł pierwszy w dziejach wsi strajk nazwany powszechnie „strajkiem wozaków leśnych”, którego przywódcą był Wojciech Kasperski. Strajkujący domagali się wyższych stawek płacowych za przywóz drzewa z lasów do tartaku i wywóz desek do stacji kolejowych w Bełżcu i Lubaczowie.
W I połowie XX wieku w Rudzie Różanieckiej było 240 domów.
Czasy II wojny światowej
We wrześniu 1939 roku w lasach wokół Rudy Różanieckiej prowadziła działania wojenne 6 Dywizja Piechoty pod dowództwem gen. Bernarda Monda. 24 września 1939 roku do wsi wkroczyły oddziały Nowogródzkiej Brygady Kawalerii i resztki 10 Dywizji Piechoty pod dowództwem gen. Bryg. Władysława Andersa na jednodniowy odpoczynek. Od 26 września do 8 października 1939 roku Ruda Różaniecka była pod okupacją Armii Czerwonej (ZSRR).
Po zakończonych działaniach wojennych w październiku 1939 roku wieś została włączona do Starostwa Powiatowego w Tomaszowie Lubelskim. 23 czerwca 1943 roku policja niemiecka dokonała przymusowego wysiedlenia 74 rodzin (ok. 280 rodzin) i deportacji w Zamościu oraz Majdanku, a następnie do prac przymusowych w III Rzeszy.
Na przełomie 1941/42 roku z inicjatywy Brunhildy Muszyńskiej (córka barona Hugona Wattmanna) powstał zalążek konspiracji ZWZ-AK. Organizatorem i dowódcą kompanii (placówki) AK był ppor. Emanuel Michalewicz – PS. „Hanys” (zarządca folwarku Jezioro). Kompania weszła w skład V rejonu w obwodzie AK Tomaszów Lubelski.
W latach 1943–1944 placówka AK w Rudzie Różanieckiej stanowiła silny punkt obrony i schronienia przybyłej ludności polskiej przed napadami UPA. W czasie przeciwpartyzanckiej operacji – „Sturmwind II” w Puszczy Solskiej nad Tanwią 21 czerwca 1944 roku poległo 18 żołnierzy AK z Rudy Różanieckiej.
W 1944 roku posiadłości barona Hugona Wattmanna stały się własnością państwa. Większość zakładów produkcyjnych w latach 1944–1946 została odbudowana. Po wysiedleniu ludności ukraińskiej w ramach akcji „Wisła” w 1947 roku wielu mieszkańców wsi przeniosła się i objęła gospodarstwa w Futorach, Gorajcu, Kowalówce, Nowym i Starym Lublińcu i Żukowie.
21 maja 1945 roku w pobliżu Rudy Różanieckiej odbyło się spotkanie konspiracyjne przedstawicieli AK-WiN Inspektoratu Zamość z przedstawicielami OUN-UPA. Obie strony stwierdziły, że łączy je wspólny wróg (władza ludowa) i zadeklarowały wzajemną pomoc.
Czasy najnowsze
W latach 1954–1972 w Rudzie Różanieckiej miała swoją siedzibę Gromadzka Rada Narodowa obejmująca Hutę Różaniecką, Maziarnię, Piłę i Rudę Różaniecką. W tym okresie zbudowano remizę i świetlicę Ochotniczej Straży Pożarnej, pawilony handlowe Gminnej Spółdzielni „Samopomoc Chłopska”, Ośrodek Zdrowia i szkołę podstawową. Przez trzy kolejne kadencje przewodniczącym Prezydium GRN był Wojciech Kasperski.
W 2003 roku z inicjatywy Komitetu Społecznego zbudowano we wsi wodociąg i kanalizację. Według stanu z 31 grudnia 2003 roku Ruda Różaniecka liczyła 1315 mieszkańców.
Pałac
Z historycznego zespołu pałacowego aktualnie zachowały się dwa zabytkowe budynki: tzw. stary dwór i rozległy gmach pałacu. Usytuowane są na terenie o zachowanych dawnych granicach, z nielicznymi elementami dawnego założenia parkowego. Pałac zajmuje centralna część zespołu – mieści się w nim obecnie Dom Pomocy Społecznej. Budynek starego dworu położony jest obok, przy drodze do Huty Różanieckiej, jest odgrodzony i stanowi własność Nadleśnictwa Narol – jest to siedziba Leśnictwa „Jezioro”.
Budynek starego dworu można datować na XVIII wiek. Lokalna tradycja określająca go jako stary dwór wskazuje, że powstał on przed budową rezydencji Brunickich – mógł zostać wybudowany około połowy XVIII wieku – jego architektura nosi cechy późnobarokowe i klasycystyczne. Prawdopodobnie pełnił funkcję rządcówki w czasach gdy obiekt stanowił dobra królewskie. Podpiwniczony jest jedną sklepioną kolebkowo piwnicą. Zachował stary rzut, bryłę, ale po remoncie w latach 90., zatracił stare wyposażenie
Zespół pałacowy w Rudzie Różanieckiej jest stosunkowo słabo rozpoznany pod względem konserwatorskim. Przeprowadzone badania terenowe w powiązaniu z danymi historycznymi pozwoliły uściślić fazy rozwoju przestrzennego założenia oraz historii budowlanej zachowanych obiektów architektury. W bryle pałacu widoczne są dwie główne fazy budowlane. Pierwszą jest wyraźny zarys regularnego dworu (prawdopodobnie parterowego) z początku XIX wieku, zapewne wybudowanego zaraz po kupnie dóbr przez Hermana Brunickiego, o regularnym, osiowym rzucie z bocznymi ryzalitami frontowymi, w części podpiwniczonego starymi, sklepionymi piwnicami. Drugą fazą była znaczna rozbudowa pałacu, przeprowadzona na początku XX wieku, zapewne przez Hugona Wattmanna, nadająca mu zachowany do dzisiaj charakter obiektu piętrowego w stylu neobarokowym i francuskiego z elementami secesji.
Pałac częściowo zniszczony był przez działania I wojny światowej, jednakże wkrótce odbudowany zachował się do dzisiaj w niewiele zmienionej bryle. Podkreślić należy, że w okresie międzywojennym majątek Hugo Wattmanna był świetnie prosperującym gospodarstwem – oprócz 1200 ha użytków rolnych i 8500 ha lasów, był szeroko znany z 300 ha stawów, w których prowadzono nowoczesną gospodarkę rybną. W 1943 baron Hugo Wattmann zmuszony był opuścić okupowaną Polskę, zmarł wkrótce po wojnie w Wiedniu.
W 1944 roku w wyniku reformy rolnej dobra szlacheckie zostały upaństwowione, opuszczone budynki ulegały grabieżom. Zespół pałacowy przez jakiś czas był użytkowany jako magazyn zbożowy i były w nim organizowane kolonie letnie.
Dom Pomocy Społecznej
W 1960 roku pałac przekazano w użytkowanie Domowi Pomocy Społecznej dla nieuleczalnie chorych psychicznie mężczyzn. Przeprowadzono wówczas jego remont kapitalny, który w niewielkim stopniu zmienił jego bryłę i wystrój zewnętrzny. W latach 1998–2002 obok pałacu zbudowano nowy budynek DPS-u w podobnym stylu architektonicznym jaki posiada pałac.
DPS posiada kaplicę (msze święte niedzielne i codzienne dla pensjonariuszy), mieszkają w nim również siostry zakonne Józefitki (Zgromadzenie Sióstr Świętego Józefa), które pracują pośród personelu w DPS-ie i posługują w parafii.
Obecnie przebywa w nim ok. 230 pensjonariuszy w dwóch oddziałach (upośledzonych umysłowo, chorych psychicznie, przestępców niepoczytalnych umysłowo, bezdomnych i przebywających dobrowolnie); zatrudnionych jest 147 osób z wysoko kwalifikowanego personelu.

## Kościół
Ruda Różaniecka należała do parafii w Płazowie. W 1944 roku Niemcy zbudowali świetlice wojskową. W 1946 roku budynek został zaadaptowany na świątynię filialną parafii w Płazowie. 26 czerwca 1966 roku z polecenia ks. inf. adm. ap. w Lubaczowie Jana Nowickiego przybył ks. Zbigniew Mroczkowski w celu organizowania parafii. 11 grudnia zostały poświęcone sprzęty liturgiczne w kościele. Parafia Ruda Różaniecka jest pod patronatem św. Antoniego Padewskiego.

## Oświata
Początki szkolnictwa w Rudzie Różanieckiej na podstawie tradycji są datowane na ok. przed 1853 rokiem (nauczycielami byli Maria Żółkiewska i Antoni Żółkiewski). Szkoła była drewniana; w 1904 roku podjęto decyzję o budowie murowanej szkoły.
Pierwsza wzmianka o szkole w Rudzie Różanieckiej jest w Szematyzmach Galicji z 1875 roku, które zanotowały, że nauczycielem był Władysław Olaniecki. Szkoły wiejskie były tylko męskie, a od 1890 roku były „mieszane” – koedukacyjne. Szkoła w Rudzie Różanieckiej początkowo była filialna, a od 1877 roku była jednoklasowa. Od 1906 roku szkoła była 2-klasowa.
Po II wojnie światowej szkoła była 7-letnia i mieściła się budynku starej szkoły i w tzw. „Bojkówce”. W 1950 roku w szkole założono Towarzystwo Przyjaźni Polsko-Radzieckiej. W 1964 roku szkoła stała się 8-klasowa, a 30 sierpnia 1964 roku oddano do użytku rozbudowaną część szkoły. 18 maja 1966 roku szkole nadano jako patrona imię kpt. Władysława Ważnego ps. Tygrys.
W 1999 roku w wyniku ogólnopolskiej reformy edukacji powstały 6-letnia szkoła podstawowa i 3-letnie gimnazjum. 18 września 2002 roku szkoła otrzymała sztandar. 17 sierpnia 2004 roku decyzją Rady Miejskiej w Narolu, utworzono Zespół Szkół. W 2004 roku szkoła otrzymała od Prezydenta RP Aleksandra Kwaśniewskiego pracownię komputerową. W 2004 roku rozpoczęto budowę sali gimnastycznej z łącznikiem i trzema salami lekcyjnymi, które oddano do użytku 24 października 2006 roku. W 2017 roku przywrócono 8-letnią szkole podstawową.

## Osoby związane z miejscowością
- Janina Szarek (ur. 1950) – aktorka, reżyserka i pedagog
- Władysław Ważny (1908–1944) – kapitan Wojska Polskiego, organizator ruchu oporu w okupowanej Francji

## Sport i rekreacja
We wsi działa klub sportowy „Roztocze” Ruda Różaniecka, który został założony w 1983 roku. Aktualnie gra w klasie „A” grupy Lubaczowskiej.